# Attila Bozay
Attila Bozay   (Balatonfűzfő, 11 d'agost de 1939 - Budapest, 14 de setembre de 1999) compositor i professor universitari hongarès, també se’l coneix com a intèrpret de flauta i cítara.

## Biografia
Bozay va estudiar del 1957 al 1962 a l'Acadèmia de Música de Budapest, on va ser ensenyat per Ferenc Farkas; i al conservatori Bartók amb István Szelényi. Després va ser ell mateix professor de música a Szeged, al sud del país, i del 1963 al 1966 va treballar a la ràdio hongaresa a la secció de música. A partir d'aquesta data, es va traslladar a Budapest i es va dedicar preferentment a la composició, mentre feia classes d'instrumentació i composició a l'Acadèmia de Música entre el 1979 i el 1998. Del 1990 al 1993, va ser director de la Filharmònica Nacional.
Va guanyar els premis Erkel el 1968 i el 1979, Bartók-Pásztory el 1988 i el premi Kossuth el 19902.

Fins al 1967, va basar les seves composicions en el sistema de dotze tons, donant una importància especial a l'escriptura melòdica, però la seva estada a París el va portar a una pràctica en sèrie menys estricta i a una preocupació pels clústers i el timbre. Les seves obres posteriors al 1970 es caracteritzen pel seu gran rigor en la construcció formal i metodològica. Segons Ulrich Dibelius:
| « | <la fantasia, el gust per l'experimentació i el virtuosisme dels instruments continuen sent els principals motors de la música de Bozay> | » |

. Les seves peces com la sèrie Improvisació (1972–1978) fan ús de tècniques aleatòries, evidents en les seves obres per a flauta de bec o cítara, instruments que toca en festivals internacionals.

## Obres
Bozay ha compost obres per a tots els gèneres musicals: òperes (Csongor és Tünde, 1985), música de cambra, simfònica, melodies, motets ... Deixa tres quartets de corda (opus 9, 21 i 40) inclòs el primer el 1964, va obrir el portes al reconeixement internacional.

## Discografia
- Quatuor à cordes, op. 9; Variations pour piano, op. 10; Papírszeletek, op.5; Pezzo concertanto, op. 11; Pezzo sinfonico, op.13 (LP Hungaroton LPX 11412)
- Fúvósötös, op. 6 (LP Hungaroton LPX 11630)
- Œuvres (1976, Hungaroton SLPX 11742)
- Vonósnégyes, op. 21; Improvisations no 2, op.27; 'Malom, op. 23 (1979, LP Hungaroton SLPX 12058)
- Œuvres pour le cymbalum hongrois contemporain (1979, LP Hungaroton SLPX 12012)
- Kortárs zongoraművek (Hungaroton, SLPX 12569/HCD 12569–2) – közreműködő (1984)
- Zenekari művek (1988, LP Hungaroton SLPX 12364)
- Contemporary Piano Music: Pièces pour piano [7] - Klára Körmendi, piano (1984, Hugaroton HCD 12569) et autres œuvres de Karlheinz Stockhausen, Zsolt Durkó, John Cage et Iannis Xenakis (OCLC 22015267)
- Intervalli pour piano - Klára Körmendi, piano (1995, Hungaroton HCD 31606) et autres œuvres de Bério, Boulez, Holliger, Messiaen, Soproni.

Musique contemporaine hongroise pour basson et piano (1997, Hungaroton HCD 31725)
- Sonates pour piano nos 1 et 2, op. 33 ; Sonate pour violon et piano, op. 34 ; Sonate pour violoncelle et piano, op. 35 (1998, Hungaroton HCD 31789)
- Œuvres chorales Debrecennek (1998, Magánkiadás BR 0109)
- Bozay joue Bozay - Attila Bozay, cithare (2000, Hungaroton HCD 31936)
- Œuvres chorales contemporaines hongroises (2001, Hungaroton HCD 31956)
- Három vonósnégyes, opus 9, 21 et 40 (2003, Hungaroton HCD 32117)